# Ekomuzeum

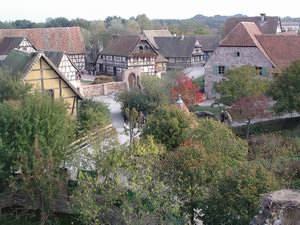
Ecomusée d'Alsace (Francja)

Ekomuzeum, również muzeum rozproszone, muzeum ekologiczne (od: ekologia + muzeum) – sieć rozproszonych w terenie obiektów, tworzących żywą i działającą kolekcję, gdzie elementy przyrodnicze, kulturowe i historyczne prezentowane są w miejscu swego występowania i zgodnie z pierwotnym przeznaczeniem.

## Charakterystyka
Podstawowym założeniem ekomuzeów jest współuczestniczenie zwiedzających w wydarzeniach kreowanych przez te jednostki. Oprócz zwiedzania poszczególnych obiektów ekomuzea oferują także np. możliwość kosztowania lokalnych produktów kulinarnych, uczestniczenie w procesach technologicznych (np. kowalstwo, garncarstwo) lub rolniczych, wędrowanie ścieżkami edukacyjnymi (tematycznymi), zajęcia sportowe w terenie (np. bieg na orientację) lub artystyczne (związane z tematem danej placówki lub regionem). Chodzi o wytworzenie pełnej interakcji pomiędzy zwiedzającym a przedmiotem zainteresowania, a dzięki temu osiągnięcie lepszego efektu edukacyjnego i komercyjnego. Dzięki rozproszeniu obiektów zwiedzający lepiej poznaje cały region i zapoznaje się pełniej z lokalną kulturą. Ekomuzea umożliwiają także kupno wielu lokalnych specjałów kulinarnych lub produktów rękodzieła.

## Lista ekomuzeów w Polsce
- Ekomuzeum Doliny Karpia
- Ekomuzeum Mazur
- Ekomuzeum Rzemiosła w Dobkowie położone w obrębie jednej sudeckiej wsi w Górach Kaczawskich. Idea ekomuzeum skupia w tej miejscowości kilkanaście punktów m.in. galerie ceramiki szamotowej, pasieki, warsztat bibułkarski i gospodarstwa agroturystyczne[4].
- Muzeum Przyrody i Techniki w Starachowicach
- Muzeum Rozproszone Nowej Huty
- Otwarte Muzeum Odry we Wrocławiu
- Ekomuzeum Wsi Ziemi Kłodzkiej[5]
- Ekomuzeum Tkactwa i Barwienia Naturalnego[6]
- Ekomuzeum Wokół Trójgarbu[7]